# بيل بيلي
بيل بيلي (بالإنجليزية: Bill Bailey)‏ (و. 1964 – م) هو ممثل، وممثل تلفزيوني، وممثل هزلي، وكاتب سيناريو، وملحن، وممثل أفلام، وعازف بيانو، من المملكة المتحدة، ولد في باث.

## التعليم
تعلم في الأكاديمية الملكية للموسيقى، وKing Edward's School, Bath ‏، وWestfield College ‏.

## وصلات خارجية
- بيل بيلي على موقع IMDb (الإنجليزية)
- بيل بيلي على موقع روتن توميتوز (الإنجليزية)
- بيل بيلي على موقع ألو سيني (الفرنسية)
- بيل بيلي على موقع ميوزك برينز (الإنجليزية)
- بيل بيلي على موقع أول موفي (الإنجليزية)
- بيل بيلي على موقع قاعدة بيانات الأفلام السويدية (السويدية)
- بيل بيلي على موقع إن إن دي بي (الإنجليزية)
- بيل بيلي على موقع ديسكوغز (الإنجليزية)
- بيل بيلي على موقع قاعدة بيانات الفيلم (الإنجليزية)
- بيل بيلي على موقع كينوبويسك (الروسية)